# County Fair
«County Fair» es una canción escrita por Brian Wilson y Gary Usher para la banda de rock estadounidense The Beach Boys. Originalmente fue lanzado como la segunda canción en su álbum de 1962 Surfin 'Safari. El 26 de noviembre de ese año, fue lanzado como el lado B del tercer sencillo de The Beach Boys, "Ten Little Indians". El mismo sencillo fue lanzado en el Reino Unido en enero de 1963.
La melodía de "County Fair" fue luego reciclada en la canción "I Do".

## Composición
"County Fair" fue la segunda canción que Brian Wilson y Gary Usher escribieron juntos. En la canción, el cantante lleva a su novia a la feria del condado, donde lo deja por un hombre más fuerte; alguien que puede ganar tocar la campana en un juego de alto golpe. La canción culmina en la etiqueta, como la chica deja al cantante, llamándolo perdedor. El tema está en forma de verso-estribillo, aunque los coros se componen por la narración de la novia y el charlatán de feria junto a una melodía de órgano.

## Grabación
"County Fair" fue grabada por The Beach Boys el 6 de septiembre de 1962, durante la última sesión de grabación de su primer álbum, Surfin' Safari. Nik Venet fue el productor y se grabó en Capitol Studios.

### Créditos
Según Keith Badman
The Beach Boys
- Mike Love – vocal
- David Marks – guitarra
- Brian Wilson – bajo eléctrico, órgano electrónico, vocal
- Carl Wilson – guitarra, vocal
- Dennis Wilson – batería, vocal

Músicos adicionales y personal de producción
- Andrea Carlo – voz de muchacha
- Nik Venet – charlatán de feria

## Recepción
"Ten Little Indians" alcanzó el puesto 49 en Billboard Hot 100. Fue el puesto más bajo conseguido hasta "Bluebirds Over the Mountain" en 1968. El sencillo no entró en las listas de Reino Unido.